# Oliver Parker
Oliver Parker (* 6. September 1960 in London) ist ein britischer Regisseur, Drehbuchautor, Produzent und Schauspieler.

## Leben
Parker wurde als Sohn einer Schriftstellerin und Ärztin und eines Managers der British Rail in London geboren. Er ist der Bruder des Schauspielers Nathaniel Parker.
Seine Karriere im Filmgeschäft begann Parker mit Kleinst- und Nebenrollen in verschiedenen Film- und Fernsehproduktionen ab 1986. Eine wiederkehrende Rolle in der Serie Casualty übernahm er von 1993 bis 1994.
Ab Mitte der 1990er Jahre wandte er sich der Regie zu. Sein Debüt gab er 1995 mit Othello, für den er auch das Drehbuch verfasste. Überwiegend inszeniert er seither Filmkomödien.
Für sein Drehbuch zu seinem zweiten Film als Regisseur, Ein perfekter Ehemann, wurde er im Jahr 2000 für einen BAFTA Award nominiert.

## Filmografie (Auswahl)
Als Regisseur:
- 1995: Othello
- 1999: Ein perfekter Ehemann (An Ideal Husband)
- 2002: Ernst sein ist alles (The Importance of Being Earnest)
- 2006: Fade to Black
- 2007: I Really Hate My Job
- 2007: Die Girls von St. Trinian (St. Trinian’s)
- 2009: Das Bildnis des Dorian Gray (Dorian Gray)
- 2009: Die Girls von St. Trinian 2 – Auf Schatzsuche (St Trinian’s 2: The Legend of Fritton’s Gold)
- 2011: Johnny English – Jetzt erst recht! (Johnny English Reborn)
- 2016:	Dad’s Army
- 2018:	Swimming with Men
- 2023: In voller Blüte (The Great Escaper)

Als Drehbuchautor:
- 1995: Othello
- 1999: Ein perfekter Ehemann (An Ideal Husband)
- 2002: Ernst sein ist alles (The Importance of Being Earnest)
- 2006: Fade to Black

Als Produzent:
- 2007: Die Girls von St. Trinian (St. Trinian’s)
- 2009: Die Girls von St. Trinian 2 – Auf Schatzsuche (St Trinian’s 2: The Legend of Fritton’s Gold)

Als Schauspieler:
- 1987: Hellraiser – Das Tor zur Hölle (Hellraiser)
- 1987: Matlock (Fernsehserie, eine Folge)
- 1988: Hellbound – Hellraiser II (Hellbound: Hellraiser II)
- 1990: Cabal – Die Brut der Nacht (Nightbreed)
- 1990: Nonnen auf der Flucht (Nuns on the Run)
- 1991: Agatha Christie’s Poirot (Fernsehserie, eine Folge)
- 1992: Van der Valk (Fernsehserie, eine Folge)
- 1993: Shepherd on the Rock
- 1993, 1994: Casualty (Fernsehserie, 5 Folgen)
- 1994: The Curious
- 1999: Ein perfekter Ehemann (An Ideal Husband)